# La Kalle es Nuestra
La Kalle es Nuestra también conocido con el acrónimo LAKEN es un festival multidisciplinario de arte urbano liderado por mujeres, que surgió en Santiago de Querétaro en 2020, con el propósito de  visibilizar las obras de las artistas latinoamericanas. Entre las técnicas que se utilizan se encuentran el muralismo, graffiti, stencil, paste up, rap, breakdance, las artes escénicas, música, danzas urbanas, talleres y ponencias en donde se comparten e intercambian saberes y experiencias en el ámbito artístico y social.

## Historia
Aunque las manifestaciones feministas han sido constantes en México, en 2019 se intensificaron debido a las denuncias sobre la violencia contra las mujeres. De este modo, las concentraciones feministas se colocaron en el debate público. Un caso particular que provocó indignación fue el de una joven de 17 años que denunció de abuso sexual a cuatro policías de la Ciudad de México.  Ante la negativa de entablar el diálogo, durante una manifestación, una de las asistentes lanzó diamantina rosa a Jesús Orta, titular de la Secretaría de Seguridad Ciudadana lo que se convirtió en un símbolo de las protestas feministas. Dicha indignación suscitó en una serie de marchas que comenzaron el 12 de agosto de 2019 en la Ciudad de México, pero se fueron replicando en varias ciudades del país.
En las protestas se recurrió a la iconoclasia contra monumentos y otros edificios del centro de la ciudad, a modo de denuncia de la indiferencia en la impartición de justicia. Conforme se fueron denunciando casos de la violencia, las expresiones de descontento en las marchas se intensificaron. El 14 de febrero de 2020 se convocó a una manifestación para señalar la forma en que los medios de comunicación expusieron el cuerpo de Ingrid Escamilla quien fue víctima de feminicidio. Tres días después, los medios publicaron la noticia del feminicidio de Fátima, una niña de 7 años que fue secuestrada, violada y asesinada en la capital del país, por lo que nuevamente hubo manifestaciones.
A pesar del contexto de violencia e impunidad por parte de las autoridades ante las denuncias, la opinión pública se volcó a reprochar la forma en que las mujeres expresaron su descontento, fue entonces lo que motivó a las mujeres a diversificar las formas de incidencia pública y utilizaron el arte para exponer sus demandas.
  

En Querétaro la iconoclasia dentro de las manifestaciones feministas fue criticada por la opinión pública al intervenir monumentos y plazas públicas, por lo que Anabel Karina Suaste Martínez, directora del proyecto y persona a cargo de la restauración del monumento a la Corregidora y Los Arcos declaró:
Se tiene claro que la eliminación de la pintura, en el caso de Querétaro y las denuncias plasmadas en el monumento a la Corregidora y los Arcos, no soluciona la problemática social en el estado, sin embargo, dejarlas impacta de forma diversa en la población y en el valor simbólico de lo que considera su identidad.
Para contrarrestar esta imagen negativa sobre las denuncias feministas las jóvenes utilizaron el arte. Nahuu, una de las iniciadoras del Festival LAKEN, tuvo la iniciativa de convocar a una intervención mural:
[…] decidí hacer una convocatoria para que hiciéramos un mural puras morras, después de la marcha del 8 M que todo el mundo odiaba a las morras porque estaban rayando los monumentos y así. Pero pues eran denuncias de lo que estaba pasando y que nadie escuchaba, y pues justamente creo que la cifra de feminicidios había aumentado disparatadamente. Y ya no había como otra forma de que se escucharan las exigencias que teníamos todas. Entonces a mí se me ocurrió que, pues si les ardía que hiciéramos una pinta ilegal, pues entonces hacemos una pinta legal con las mismas exigencias, ¿no? … Jalo un buen, jalo muchísimo la convocatoria. 
A la convocatoria para pintar se sumaron artistas que utilizaron diferentes expresiones artísticas, como cantar o bailar. Así surgió la idea de realizar un festival donde las mujeres se congregarán y expresarán por medio del arte su sentir sobre lo que estaban viviendo las mujeres mexicanas. 

## Ediciones

### Primera edición
Se realizó el 7 de marzo de 2020 en la Universidad Autónoma de Querétaro. El evento fue bien recibido en la ciudad queretana, ya que pocas actividades se habían realizado desde distintas disciplinas. En la organización participaron miembros de Miktlán Colectivo, quienes se encargaron de realizar la convocatoria, conseguir el espacio para pintar y los insumos para las otras actividades.
El tema principal del festival fue Mi condición de mujer en México. En esta edición se intervinieron los muros de la Biblioteca Central por parte de 10 muralistas e intérpretes musicales; se presentaron grupos de danza, se instaló una mercadita; mientras que el Colectivo Pan y Rosas facilitó un conversatorio. Esta primera edición tuvo el objetivo de reconocer y visibilizar la participación de las mujeres en las expresiones artísticas del hip hop, por lo que se convocó a las artistas urbanas a participar en el marco del Día Internacional de la Mujer.
A partir de esta experiencia, se realizaron ediciones en los años subsecuentes donde mujeres de distintos colectivos, asociaciones y proyectos artísticos se han sumado a la gestión del evento. Para poder realizar todas las actividades del festival se han sumado artistas, empresas privadas, organizaciones civiles e instituciones públicas, así como público en general. Así mismo se han realizado rifas, crowfunding y colectas de pintura para solventar todos los gastos del festival.

### Segunda edición
Esta edición tuvo como tema central La energía femenina a través de la naturaleza y se unieron dos proyectos artísticos: LAKEN de Miktlán Colectivo y Morritas Undergraft del colectivo Humo denso, lo que permitió alcanzar a otros públicos. El festival se realizó del 19 al 28 de marzo en tres sedes: Casa Club SUPAUAQ, Centro Cultural la Vía y La Otra Bandita. En esta edición las actividades se diversificaron por lo que se contó con la presencia de mujeres de México y Latinoamérica.
Se realizó la intervención mural de la Casa Club SUPAUAQ y el Centro Cultural la Vía por más de 30 artistas urbanas de Querétaro, Veracruz, Oaxaca, Baja California, Estado de México; además participaron artistas de Colombia y Argentina. También colaboró el colectivo Paste Up Morras; mientras que en las presentaciones de música participaron raperas de San Luis Potosí, Monterrey, Guatemala, Ciudad de México y Celaya. Además,  se instaló una mercadita donde se vendieron productos de marcas locales. 
En esta edición se realizaron talleres y conversatorios en línea, donde se contó con la colaboración del Instituto Queretano de las Mujeres, de la Universidad Autónoma Metropolitana, del Colegio de la Frontera y de la Escuela Nacional de Antropología e Historia.
Uno de los talleres fue el de Poesía para morras enojadas impartido por Pau Rocha, que resultó en una publicación digital donde se sumaron 20 escritoras y 20 ilustradora con el nombre de Poesía para morras enojadas. Poemaria colectiva. Posteriormente, en 2023 el Sindicato de Trabajadores de la Universidad Autónoma de Querétaro realizó la publicación física de la poemaria con un tiraje de doscientos ejemplares.

### Tercera edición
La tercera edición, se llevó a cabo del 22 al 27 de marzo de 2022 bajo la temática de Conectando con tu diosa interior. Esta edición tuvo varias sedes. En el Centro de Arte Emergente se realizaron talleres y presentaciones realizados por diferentes colectivos y exponentes multidisciplinarias. El parque Holland se intervino con murales donde participaron 62 muralistas. Mientras que, la clausura de dicha edición constió en la presentación de 10 interpretes musicales, 6 B Girls, una artista teatral y dos grupos de danza, además de la mercadita. En esta edición tuvo lugar la Primera Liga de Freestyle Femenil en el Bajío LAKEN, donde participaron 6 freestyle y como juezas estuvieron Masta Quba y Pester Burner.

### Cuarta edición
En la cuarta edición el tema fue Mujer, cuerpo y territorio. En esta edición se sumaron mujeres en la organización y gestión del festival, lo que permitió realizar actividades que comenzaron en febrero y concluyeron en mayo de 2024. Participaron más de 20 artistas interviniendo los muros del Parque de los Abuelos,  la Galería Periférica de la UAQ, cinco muros de la biblioteca central y seis edificios dentro del campus universitario. Además, hubo presentaciones de música, danza, micrófono abierto y la inauguración de la exposición Muros y Morras en colaboración con el proyecto ENAMUICA lidereado por Citlali Moran.